# Runnbäckssjön
Runnbäckssjön är en sjö i Nykvarns kommun i Södermanland och ingår i Norrströms huvudavrinningsområde. Sjön har en area på 0,311 kvadratkilometer och ligger 41,1 meter över havet.

## Delavrinningsområde
Runnbäckssjön ingår i det delavrinningsområde (656141-159088) som SMHI kallar för Utloppet av Yngern. Medelhöjden är 50 meter över havet och ytan är 59,47 kvadratkilometer. Det finns inga avrinningsområden uppströms utan avrinningsområdet är högsta punkten. Turingeån som avvattnar avrinningsområdet har biflödesordning 3, vilket innebär att vattnet flödar genom totalt 3 vattendrag innan det når havet efter 80 kilometer. Avrinningsområdet består mestadels av skog (67 procent). Avrinningsområdet har 15,27 kvadratkilometer vattenytor vilket ger det en sjöprocent på 25,7 procent.